# روملا قالاچیان
روملا میکائیلی قالاچیان (ارمنی: Ռոմելլա Միքայելի Ղալաչյան؛ انگلیسی: Romella Ghalachyan؛ ۲۴ نوامبر ۱۹۱۰ - ۳۰ ژوئن ۱۹۹۶) میکروبیولوژیست اهل ارمنستان بود.

## زندگی‌نامه
وی در ۶ دسامبر [سبک قدیمی: ۲۴ نوامبر] ۱۹۱۰ در خوقند به دنیا آمد و از دانشگاه ملی علوم کشاورزی ارمنستان (۱۹۳۲) فارغ‌التحصیل گشت. وی همچنین برنده جوایزی همچون دانشمند شایسته ارمنستان شوروی (۱۹۷۰) شد. وی در ۳۰ ژوئن ۱۹۹۶ در سن ۸۵ سالگی در ایروان درگذشت.

## یادداشت
1. ↑  Կենսաբանական գիտությունների դոկտոր